# 2022년 브롱크스 아파트 화재
2022년 브롱크스 아파트 화재는 2022년 1월 9일 아침 미국 뉴욕 브롱크스의 고층 아파트 건물인 트윈 파크스 노스 웨스트 사이트 4에서 화재로 어린이 8명을 포함하여 17명이 사망했다. 미국인 44명이 부상을 입고 32명의 중상자를 5개의 다른 자치구의 병원으로 이송되었다. 1월 10일 시점에서 15명이 위독한 상태에 있다.
미국에서 지난 40년간 세 번째로 심각한 주택화재이며 87명의 사망자가 발생한 1990년 해피 랜드 나이트클럽 화재 이후 뉴욕에서 발생한 최악의 화재이다. 이 화재는 필라델피아의 공영 주택에서의 화재로 12명이 사망한 후, 4일 후에 발생한 미국 북동부에서 1주일 이내에 발생한 2번째로 큰 주택 화재이기도 하다.
수사관들은 화재의 원인이 결함이 있는 스페이스 히터가 불꽃에 휩싸여 발생한 것으로 결론지었다. 두 개의 자동 폐쇄문이 오작동한 결과 건물 전체에 연기가 분출되었다. 화재는 주로 한 아파트에 국한되었다. 화재로 사망한 사람은 전원 연기를 흡입하고 중상을 입은 12명은 심한 화상을 입었다.